# Bourse du travail de Marseille
La Bourse du travail de Marseille est située au 23 du boulevard Charles-Nédelec, dans le 3e arrondissement de la ville.

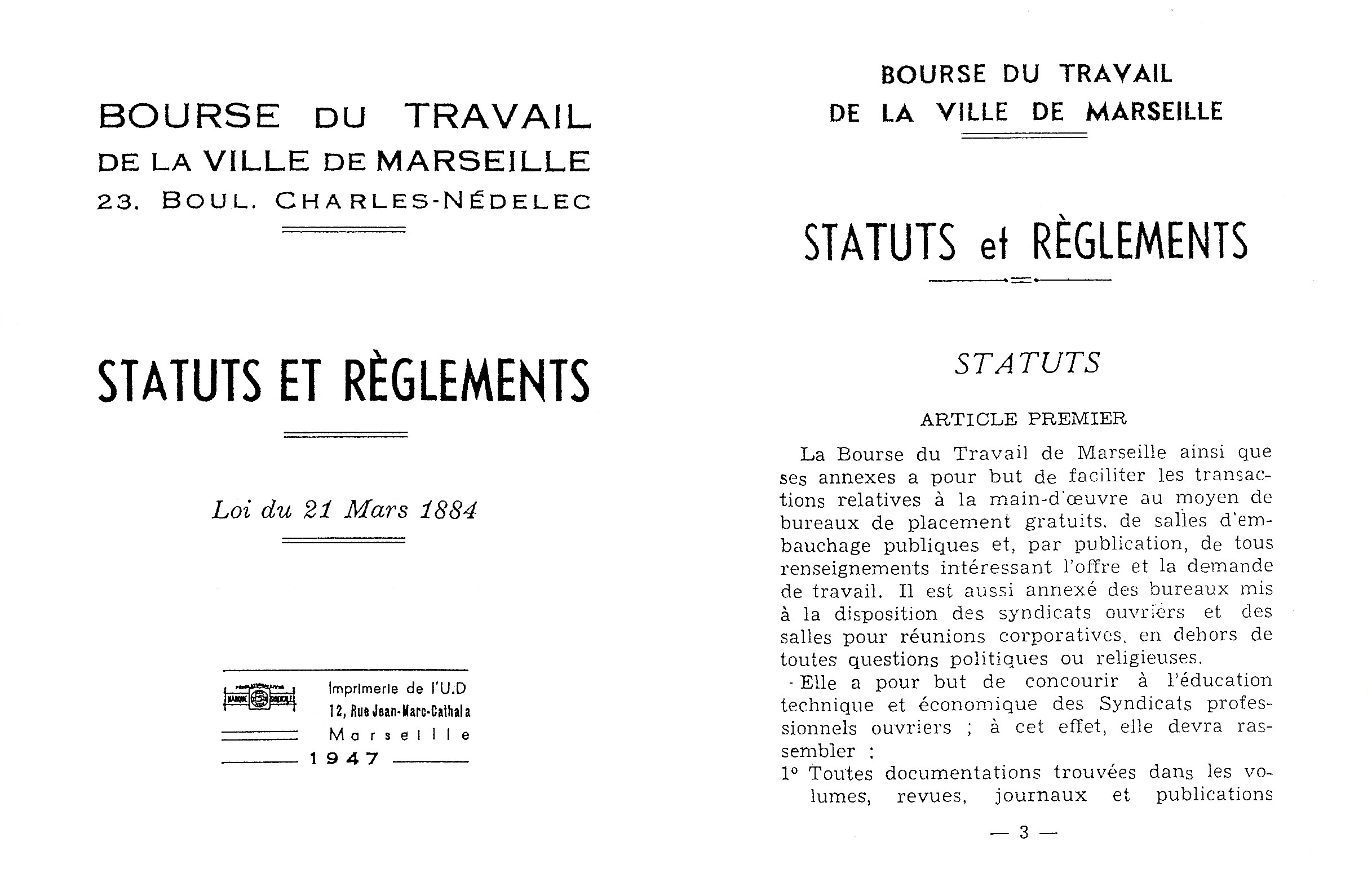
Premières pages des statuts et règlements parus en 1947

## Historique
- Le 18 mai 1884 est créée l’Union des Chambres Syndicales Ouvrières des Bouches-du-Rhône.
- À Marseille, la Bourse du travail est inaugurée à l’automne 1887 (quelques mois après celle de Paris), dans la Halle du Marché des Capucins, aménagée rue de l’Académie.
- En 1889, elle regroupe 48 syndicats pour 5 911 adhérents[1].
- La fonction de placement exercée par les Bourses du Travail connaît des résultats significatifs à Marseille : pour la seule année 1895, 21 000 ouvriers sont placés, dont la moitié "à demeure"[2].
- En 1902, la Fédération des Bourses du travail (créée en 1892) se fond dans la Confédération générale du travail (CGT, créée en 1895).
- En 1912, la Bourse du Travail de Marseille rassemble 81 syndicats et 18 488 adhérents[1].
- Confrontés à un problème de place, les syndicats vont réclamer la construction d’une seconde Bourse du travail dès les années 1930. Celle-ci sera inaugurée en 1936 au 23 du boulevard Charles Nédélec.
- En 1947, à la suite de la scission dans la CGT (CGT / CGT-FO), les syndicats de cette confédération ainsi que la Fédération de l'Éducation nationale (FEN) iront loger dans la nouvelle Bourse du travail, aujourd’hui appelée Benoît Frachon, tandis que les syndicats FO resteront dans la première Bourse du travail.
- Aujourd’hui encore, la Bourse du travail de Marseille accueille les bureaux de l’Union Départementale CGT des Bouches-du-Rhône.

## Statuts
La nouvelle Bourse du travail possède des statuts et règlements internes spécifiques à la Ville de Marseille. Un livret, édité en 1947, et signé du député-maire de Marseille Jean Cristofol, précise en 82 articles ces statuts et règlements.
Le cadre général de ces statuts est celui de la loi Waldeck-Rousseau du 21 mars 1884. L’article premier indique : « La Bourse du travail de Marseille  […] a pour but de faciliter les transactions relatives à la main d’œuvre au moyen de bureaux de placement gratuits, de salles d’embauche publiques et par publication de tous renseignements intéressant l’offre et la demande de travail. »
La Bourse du travail de Marseille met également en œuvre d’autres fonctions, et notamment les cours professionnels. L’article 1 des statuts spécifie : « La Bourse du travail […] a pour but de concourir à l’éducation technique et économique des syndicats professionnels ouvriers ».

## Les cours professionnels

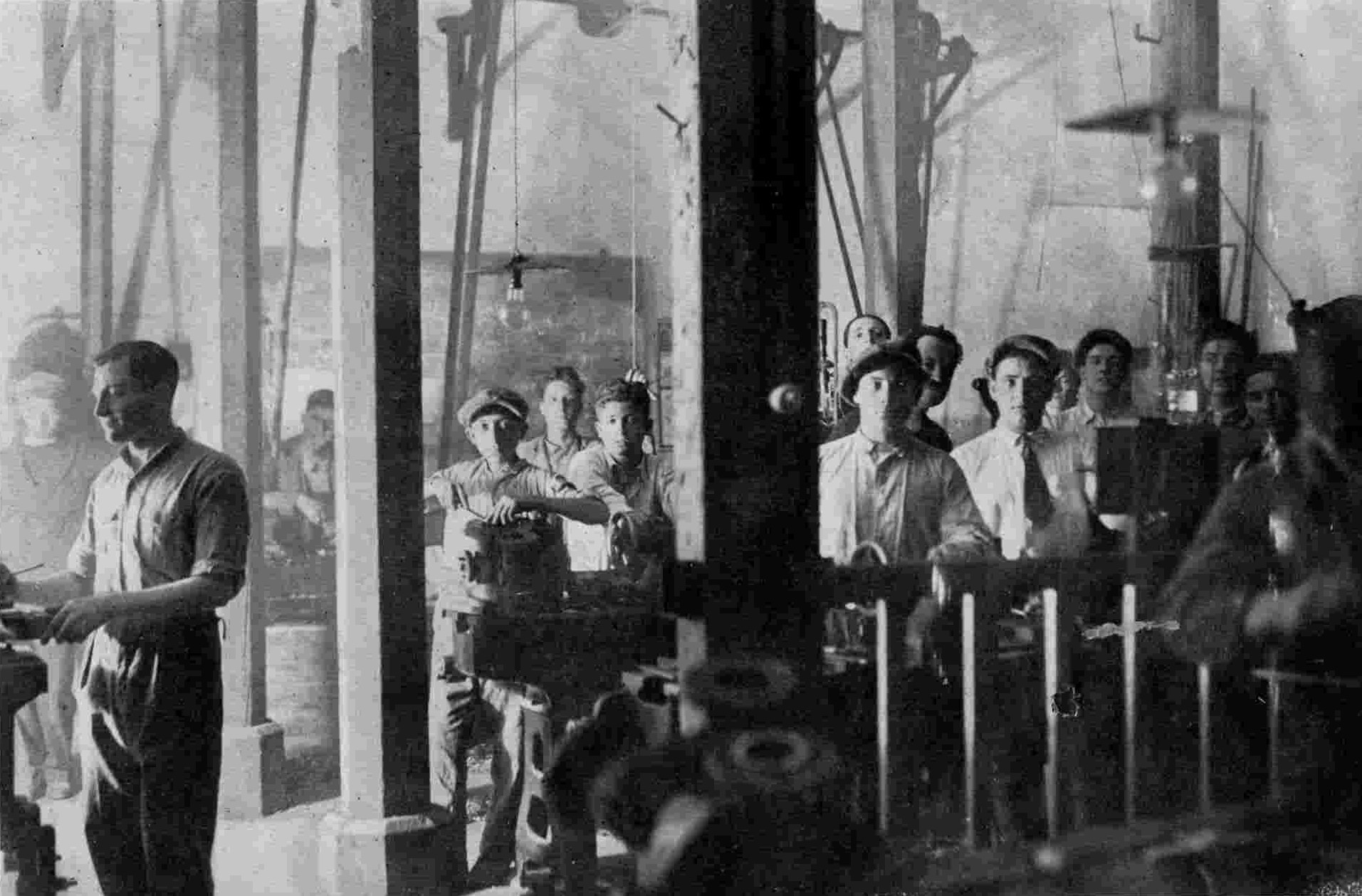
Cours Professionnels : une classe de mécanique en 1933

- Dès 1892, des cours syndicaux vont être organisés dans les locaux de la Bourse du travail. Pour en bénéficier, il faut être syndiqué. Ce sont les dirigeants syndicaux qui les animent. Ces cours sont subventionnés par l’administration de la Bourse du travail.
- En 1893, quatre cours techniques théoriques sont ouverts : charpentier, tapissier en meuble, ajusteur-mécanicien, et coupeur-cordonnier.
- En 1895, 12 sections différentes sont suivies par environ 400 auditeurs, mais dispersées dans plusieurs locaux et organisées de façon discontinues.
- C’est à partir de 1898 que vont se développer vraiment des cours professionnels et d’enseignement général[3]. En octobre 1900, pour une meilleure organisation, la Bourse du travail de Marseille va centraliser les cours professionnels dans un immeuble commun au 25 rue Montaux[4].
- La féministe Laure Beddoukh y a enseigné la sténographie avant la Grande Guerre.
- Après une interruption entre 1914 et 1917 durant la Première Guerre mondiale, les cours professionnels vont être installés le 1er décembre 1922 au no 15 de la rue des Convalescents. La formation des jeunes relève alors de la loi Astier. Les cours professionnels de la Bourse du Travail de Marseille vont se poursuivre au gré des événements (bombardement des locaux en 1944) et des évolutions législatives.
- En application des lois du 16 juillet 1971 relative à la formation professionnelle, à l’enseignement technologique et à l’apprentissage, les Cours Professionnels de la Bourse du travail deviennent le Centre de Formation de la Bourse du Travail (CFBT). Les cours, qui jusqu’alors étaient dispensés exclusivement le soir, vont l’être en journée.

Aujourd’hui encore, le CFBT fonctionne en tant que CFA.

## Le bâtiment
Le bâtiment de la Bourse du travail de Marseille date de 1936. On le doit à l’architecte Eugène Sénès (1875 – 1960), auteur notamment du grand escalier de la gare Saint-Charles.
Sa façade est ornée de deux reliefs sculptés de style Art déco : « Le docker » de Louis Botinelly, et « Le conducteur de tracteur » de Raymond Servian.